# 中島盛夫
中島 盛夫（なかじま もりお、1945年 - ）は、福島県相馬郡飯舘村出身の銭湯絵師（いわゆるペンキ絵師）。東京都練馬区在住。日本に3人いるペンキ絵師の1人（他の2人は丸山清人と田中みずき）。丸山清人とは兄弟弟子で、田中みずきは弟子。

## 人物
中学校2年生の時に福島県相馬市に転居。18歳で上京し墨田区向島でゴム製部品の製造工場に勤務していたが、1964年（昭和39年）、偶然に入った銭湯で見た『大きな富士山』の背景画に感銘を受け、すぐに背景広告社へ転職し、丸山喜久男に師事。
以前、指に怪我を負い、広範囲の塗りを刷毛のみで行うことが困難になった時から、空塗りにローラー塗装に用いるローラーブラシを使用するようになった。ローラーを用いると大変早く描き終えられるため（1面3時間程度）、銭湯の通常定休である1日の間に完成させることができるようになった。日に2件かけもちすることもあった。やがて、この手法は他の絵師にも広がった。
2024年11月、黄綬褒章受章。

## 作風
富士山を得意とするが、見附島など様々な風景を手掛ける。
ペンキ絵師の田中みずきは弟子（2004年 弟子入り、2013年 独立）。